# Kistar
Kistar (ukránul: Завбуч) település Ukrajnában, Kárpátalján, az Ungvári járásban.

## Fekvése
Turjavágás mellett fekvő település.

## Története
Kistar 1945 után alakult Turjavágás határában.

## Népesség
A 2008-as demográfiai adatok szerint 302 lakosából 1 magyar volt.